# Elasmus firdonsini
Elasmus firdonsini är en stekelart som beskrevs av Girault 1922. Elasmus firdonsini ingår i släktet Elasmus och familjen finglanssteklar. Inga underarter finns listade i Catalogue of Life.